# 南京广播电视台

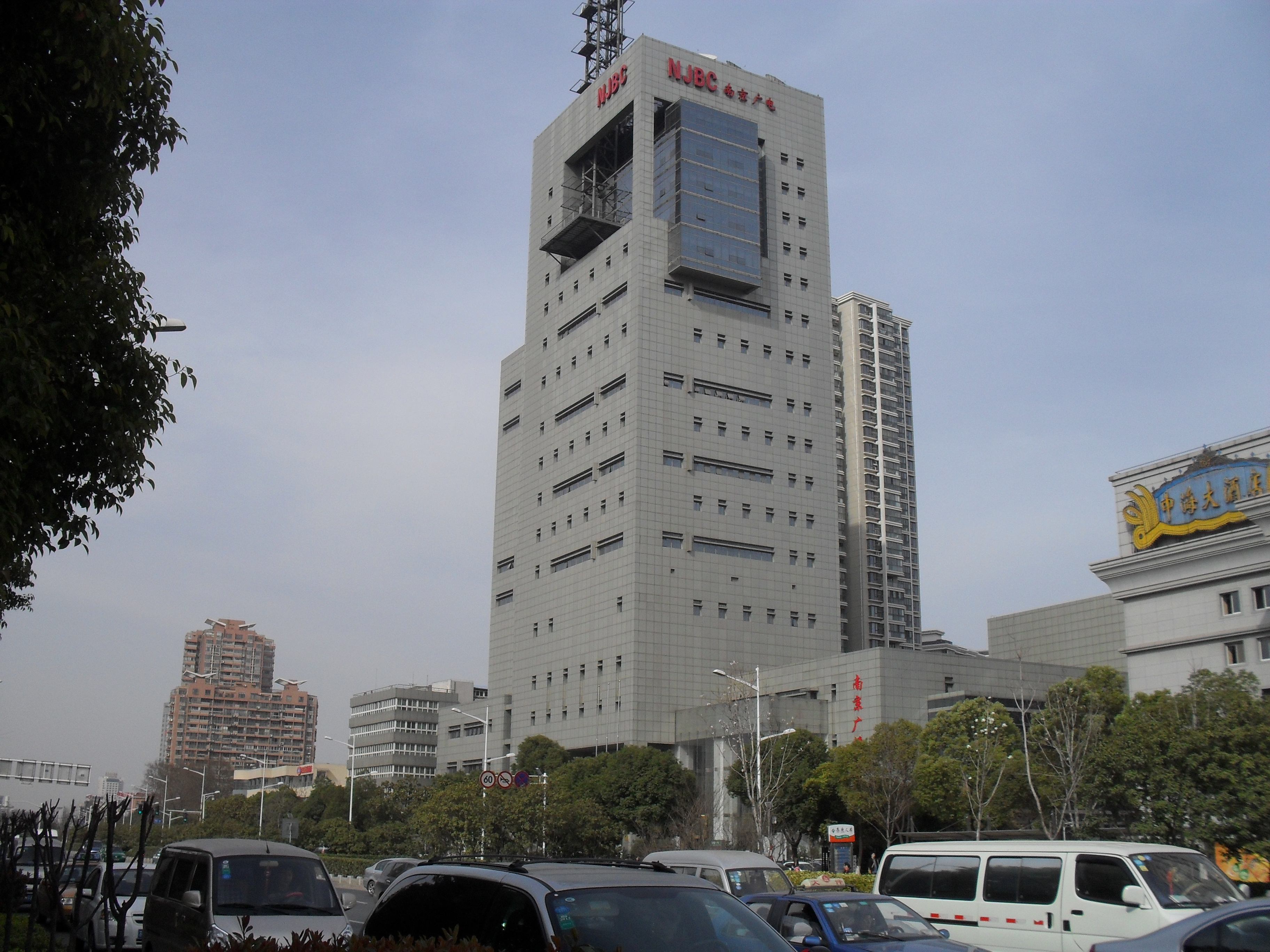
南京电视台大楼

南京广播电视集团（台）（英語：Nanjing Broadcasting System，NBS）是中华人民共和国国务院国家广播电视总局批准的第一家全国副省级市广播电视集团，2003年9月29日正式成立，由南京电视台、南京人民广播电台、南京广播电视报社和南京音像出版社等单位组建而成。2013年1月18日，改为现名并启用新台标。

## 频道列表

### 电视服务
南京广播电视台的电视服务源于1980年1月17日成立的南京电视台，1981年2月4日试播，是中国首家成立的省会城市电视台。
| 頻道名稱      | 语言   | 广播格式                    | 啟播時間                                                                   | 频道前身 | 備註                                                             | 備註 |
| 新闻综合频道  | 普通話 | SD: PAL 576i 16:9 HD：1080i | 标清版：1981年2月4日 高标清16:9同播：2018年7月31日                         | 南京电视台 南京电视台12频道                                                                                   | 本频道使用彩色台标，除十八频道外的其它电视频道使用白色半透明台标 |      |
| 影视频道      | 普通話 | SD: PAL 576i 16:9           | 1990年1月1日                                                               | 南京电视台28频道                                                                                              | [ 3 ]                                                            |      |
| 教科频道      | 普通話 | SD: PAL 576i 16:9           | 2002年1月1日                                                               | | [ 3 ]                                                            |      |
| 文旅纪录频道  | 普通話 | SD: PAL 576i 16:9           | 1995年（娱乐频道） 1995年（信息频道）2024年7月22日                         | 南京有线2台南京电视台文体频道南京广播电视台娱乐频道 南京有线3台 南京电视台股市信息频道 南京广播电视台信息频道 | 由原娱乐频道和信息频道合并而成                                   |      |
| 十八·生活频道 | 普通話 | SD: PAL 576i 16:9           | 1994年（生活频道）1997年6月18日（十八频道） 2024年7月22日（十八·生活频道） | 江浦电视台 南京广播电视台十八频道 南京有线电视台 南京有线1台南京广播电视台生活频道                            | 使用“十八”字样的独立台标，2024年7月与生活频道合并                |      |
| 少儿频道      | 普通話 | SD: PAL 576i 16:9           | 2004年7月18日                                                              | | 2014年青奥会期间为青奥频道                                       |      |

### 广播服务
南京广播电视台的广播服务源于1979年1月1日开播的南京人民广播电台，由南京市广播局实行一个机构两块牌子体制；后改为中共南京市委直属单位，现有6个广播频率，并实际运营六合区电台频率。
| 頻道名稱     | 语言   | 频道频率       | 啟播時間      | 频道前身 | 備註 |
| 新闻综合广播 | 普通話 | AM1008 FM106.9 | 1979年1月1日  |          | |
| 城市管理广播 | 普通話 | AM1170 FM96.6  |               |          | |
| 交通广播     | 普通話 | FM102.4        | 1993年1月     |          | |
| 经济广播     | 普通話 | AM900 FM98.1   | 1990年7月1日  |          | |
| 音乐广播     | 普通話 | FM105.8        | 1994年5月     |          | |
| 体育广播     | 普通話 | FM104.3        |               |          | 在青奥会期间与南京少儿频道（以青奥频道名义）共同播出与青奥会有关节目                                                             |
| Cool Radio   | 普通話 | FM103.5        | 2009年6月18日 |          | 频率为六合区广播电视台所有，南京台实际运营，定位为南京音乐广播的副频率，保留六合台呼号，每天也会转播中央人民广播电台早晚两节新闻 |

## 争议
2013年1月18日12点起，南京广播电视台的新台标正式启用，原先的辟邪造型台标停止使用。根据官方解释，新台标来源于南京“现代化国际性人文绿都”的城市定位。然而有网友疑其类似“妇炎洁”或“两面针”的商标。